# Rhizomyia binaria
Rhizomyia binaria är en tvåvingeart som beskrevs av Boris Mamaev 1998. Rhizomyia binaria ingår i släktet Rhizomyia och familjen gallmyggor. Inga underarter finns listade i Catalogue of Life.